# Абдельмумен Джабу
Абдельмумен Джабу (араб. عبد المؤمن جابو, нар. 31 січня 1987, Сетіф) — алжирський футболіст, півзахисник туніського «Клуб Африкен» та національної збірної Алжиру.

## Клубна кар'єра
Народився 31 січня 1987 року в місті Сетіф. Вихованець футбольної школи клубу «ЕС Сетіф». Дорослу футбольну кар'єру розпочав 2005 року в основній команді того ж клубу, за яку протягом наступних сьоми років провів 73 матчів чемпіонату. 
Виступи за цю команду переривалися грою за інші алжирські команди на умовах оренди — за «Ель Еульма» у 2006–2007 та «УСМ Ель Хараш» у 2009–2010.
До складу туніського «Клуб Африкен» приєднався 2012 року.

## Виступи за збірну
2010 року дебютував в офіційних матчах у складі національної збірної Алжиру. Наразі провів у формі головної команди країни 6 матчів, забивши 1 гол.